# Inga guamito
Inga guamito är en ärtväxtart som beskrevs av Uribe. Inga guamito ingår i släktet Inga och familjen ärtväxter. Inga underarter finns listade i Catalogue of Life.